# Doliornis
A Doliornis a madarak osztályának verébalakúak (Passeriformes) rendjébe és a kotingafélék (Cotingidae) családjába tartozó nem.

## Rendszerezés
A nemet Władysław Taczanowski írta le 1874-ben, jelenleg az alábbi 2 faj tartozik ide.
- Doliornis remseni
- Doliornis sclateri

## Előfordulásuk
Dél-Amerika északnyugati részén, az Andok hegységben honosak. A természetes élőhelyük a szubtrópusi vagy trópusi hegyi esőerdők és magaslati gyepek. Nem vonuló fajok.

## Megjelenésük
Testhosszuk 21,5 centiméter körüli.

## Életmódjuk
Gyümölcsökkel és rovarokkal táplálkoznak.